# Holden Kolfild
Holden Kolfild je književni lik iz romana Lovac u žitu Dž. D. Selindžera, iz 1951. godine. Od objavljivanja knjige, Holden je postao ikona tinejdžerskog bunta i nelagodnosti, a sada stoji rame uz rame sa najpopularnijim likovima američke književnosti 20. veka. Ime Holden Kolfild korišćeno je u neobjavljenoj kratkoj priči napisanoj 1942. godine, a prvi put se pojavilo u objavljenom delu 1945. godine. Iako se pretpostavljalo da je Selindžer inspiraciju za ime Holden Kolfild dobio kada je video poster za film Draga Rut iz 1947. sa Vilijamom Holdenom i Džoan Kolfild u glavnim ulogama, Selindžerova prva priča o Holdenu Kolfildu, „Ja sam lud“, pojavila se u časopisu Kolijers, 22. decembra 1945, godinu i po dana pre premijere ovog filma.

## Objašnjenje tinejdžerskog narativa
Holden je istovremeno naivan i ogorčen na svet odraslih. Jedna od Holdenovih najupečatljivijih i suštinskih osobina jeste njegova snažna odbojnost prema ,,folirantskim“ osobinama, što predstavlja sveobuhvatni termin za ono što Holden shvata kao licemerje i što ga iritira. Taj cinizam je doprineo da se on distancira od drugih ljudi, uprkos tome što podjednako želi i da sa njima uspostavi vezu. Holden je u velikoj meri oličenje kontradiktornosti; sa sedamnaest godina, on je visok 189 centimetara i već ima pokoju sedu – iako on sam priznaje da se ponekad više ponaša kao trinaestogodišnjak, nego odrasla osoba. Već je više puta ponavljao razred.

## ULovcu u žitu
Holden Kolfild je narator i glavni lik romana Lovac u žitu. Roman govori o sedmici koju Holden provodi u Njujorku za vreme božićnog raspusta posle izbacivanja iz gimnazije Pensi, u Pensilvaniji, inspirisanoj vojnom školom Veli Fordž koju je Selindžer pohađao. Iz jedne bolnice u Kaliforniji, sa iznenađujućom iskrenošću, Holden Kolfild ciničnim i mrzovoljnim jezikom govori svoju priču.

## U drugim delima
Kao Holden Morisi Kolfild, ovaj lik se pojavljuje u Selindžerevoj pripoveci „Mala pobuna u blizini Medisona“ objavljenoj 21. decembra 1946. u Njujorkeru. Ranija verzija ove priče, pod nazivom „Da li udaraš glavom u zid?“ prihvaćena je za objavljivanje u Njujorkeru u oktobru 1941. godine, ali nije objavljena jer su urednici smatrali da je ton previše mračan za njihove čitaoce. Prerađena verzija ove kratke priče je kasnije postala osnova za nekoliko poglavlja u središnjem delu Lovca žitu u kome se Kolfild sastaje sa Sali Hejz i priznaje da želi da pobegne sa njom, izlazi sa Karlom Lusom na piće, i pijan telefonom zove Hejzove. Za razliku od sličnog sleda događaja u romanu, Kolfild je na božićnom raspustu, i u pripoveci je sastanak sa Sali odvojen u dva događaja. Takođe, susret sa Karlom Lusom je znatno kraći u priči nego u romanu.
Kolfild se takođe pojavljuje kao lik u pripoveci „Ja sam lud“, objavljenoj u časopisu Kolijers (22. decembar 1945. godine), a ostali članovi porodice Kolfild su prikazani u pripoveci „Poslednji dan poslednjeg odsustva“ (Last Day of the Last Furlough), objavljenoj u časopisu Saturdej ivning post (15. jula 1944. godine) i u neobjavljenim pripovetkama „Poslednji i najbolji Petar Pan“ (The Last and Best of the Peter Pans) (oko 1942. godine) i „Okean pun kugli za kuglanje“ (The Ocean Full of Bowling Balls) (oko 1945. godine). Pripovetka „Ja sam lud“ je usko povezana sa prvim poglavljem Lovca u žitu. Počinje sa Kolfildom koji stoji na brdu kod gimnazije Pensi gledajući fudbalsku utakmicu ispod, i razvija se u toku Holdenove posete njegovog nastavnika istorije, gospodina Spensera, radi razgovora o njegovom isključenju iz škole i o njegovoj budućnosti. Nekoliko drugih detalja se slaže sa detaljima koji se mogu pronaći u prvom poglavlju Lovca, uključujući aluziju na majku jednog od Kolfildovih školskih prijatelja i na njegovu majku koja mu na poklon šalje klizaljke, samo što se priča završava kada se on vraća kući umesto da beži iz škole. Kada stigne kući, ne biva prikazan kako se suočava sa roditeljima, koji, prema navođenju sluškinje, igraju bridž. Umesto toga, on odlazi da priča sa Fibi. Njihov dijalog je sličan onome koji se pojavljuje u kasnijim poglavljima Lovca u žitu. Sledeći značajan deo priče je onaj u kome njegova sestra Viola dobija svoju prvu, i jedinu, aluziju u Kolfildovoj sagi.
,,U ovom sendviču nema majoneza'' (Esquire, 1945) spominje Holdena koji nestaje u borbi tokom rata.

## Porodica Kolfild u drugim delima
Last Day of the Last Furlough govori o poslednjem danu Bejba Gledvolera pre nego što odlazi da se bori u Drugom svetskom ratu. Gladvoler provodi deo dana sa svojom mlađom sestrom pre nego što Vinsent Kolfild (kasnije preimenovan u D. B. u romanu) dolazi. Vinsent objavljuje da je prijavljen nestanak njegovog brata Holdena. Gladvolerov odnos sa njegovom mlađom sestrom se može posmatrati kao ekvivalent Kolfildovom odnosu sa Fibi.
The Last and Best of the Peter Pans priča priču o Vinsentovom (D. B.) konceptu ankete koji biva sakriven od njegove majke. Događaji se zbivaju odmah nakon Kenetove smrti (kasnije imenovan Ali) i otkrivaju zabrinutost Meri Morijarti, glumice i Kolfildove majke. Priča je važna zbog pojave Fibinih i Vinsentovih izveštaja o detetu koje je odpuzalo niz liticu. U The Ocean Full of Bowling Balls, Vinsent (D.B.) se priseća dana kada je njegov brat Kenet (Ali) umro. Priča je smeštena u Kolfildov letnjikovac na Kejp Kodu. Nekoliko detalja dospeva iz ove priče u Lovca, uključujući i oslikavanje Alija; Alijeva poezijom ispisana leva rukavica za bejzbol; Vinsentova devojka, Helen, koja drži sve kraljeve u poslednjem redu (kao Džejn Galager); i Kolfildov kritički pogled na ostale. Iako je razlog smrti u Lovcu leukemija, ovde se dešava zbog neutvrđenog srčanog stanja. Pred kraj priče, Kenet i Vinsent se nalaze na plaži. Kenet odlučuje da ode da pliva i onesvešćuje ga talas. Holden, koji se upravo vratio kući iz kampa, čeka na verandi sa svojim koferima dok se Vinsent vraća sa Kenetovim onesvešćenim telom. Kenet umire kasnije te iste noći. Priča je navodno bila prodata časopisu, samo da bi je Selindžer povukao pre objavljivanja. 
Još jedna kratka priča koja je povezana sa Kolfildom je The Boy in the People Shooting Hat, koja je bila predana New Yorker-u nekada između 1948. i 1949. godine ali nikada nije bila objavljena. Fokusira se na svađu između dva lika po imenu Bobi i Stradlejter zbog Bobijevih osećanja prema Džejn Galager. Deluje kao da ova priča pravi osnovu za nekoliko ključnih scena u nekoliko prvih poglavlja Lovca u žitu.
U delu „Simor: uvod“ Kertis Kolfild je nonšalantno spomenut kao “izuzetno inteligentan i simpatičan dečak“ koji se pojavio u istoj radio emisiji na kojoj su bili i Sejmor i ostala deca porodice Glas. Navodno je “ubijen prilikom jednog od sletanja u Pacifik.“

## Kulturni uticaj
Holden Kolfild je jedan od najdugotrajnijih likova američke beletristike 20. veka. Ukazivano je da je Selindžer sam veoma blisko povezan sa Holdenom i da je zbog toga štitio lika. Ovo je bio razlog zbog čega nije bio rad da dozvoli snimanje knjige ili korišćenje lika od strane drugih pisaca. Lovac u žitu je obavezno štivo u mnogim srednjoškolskim kursevima engleskog, iako su je zabranile u nekim školskim bibliotekama grupe roditelja i predavača koji su se protivili njegovom korišćenju bogohuljenja i primetnom slavljenju buntovništva.

## Spoljašnje veze
- Selindčerova priča Slight Rebellion off Madison.